# بیمبو

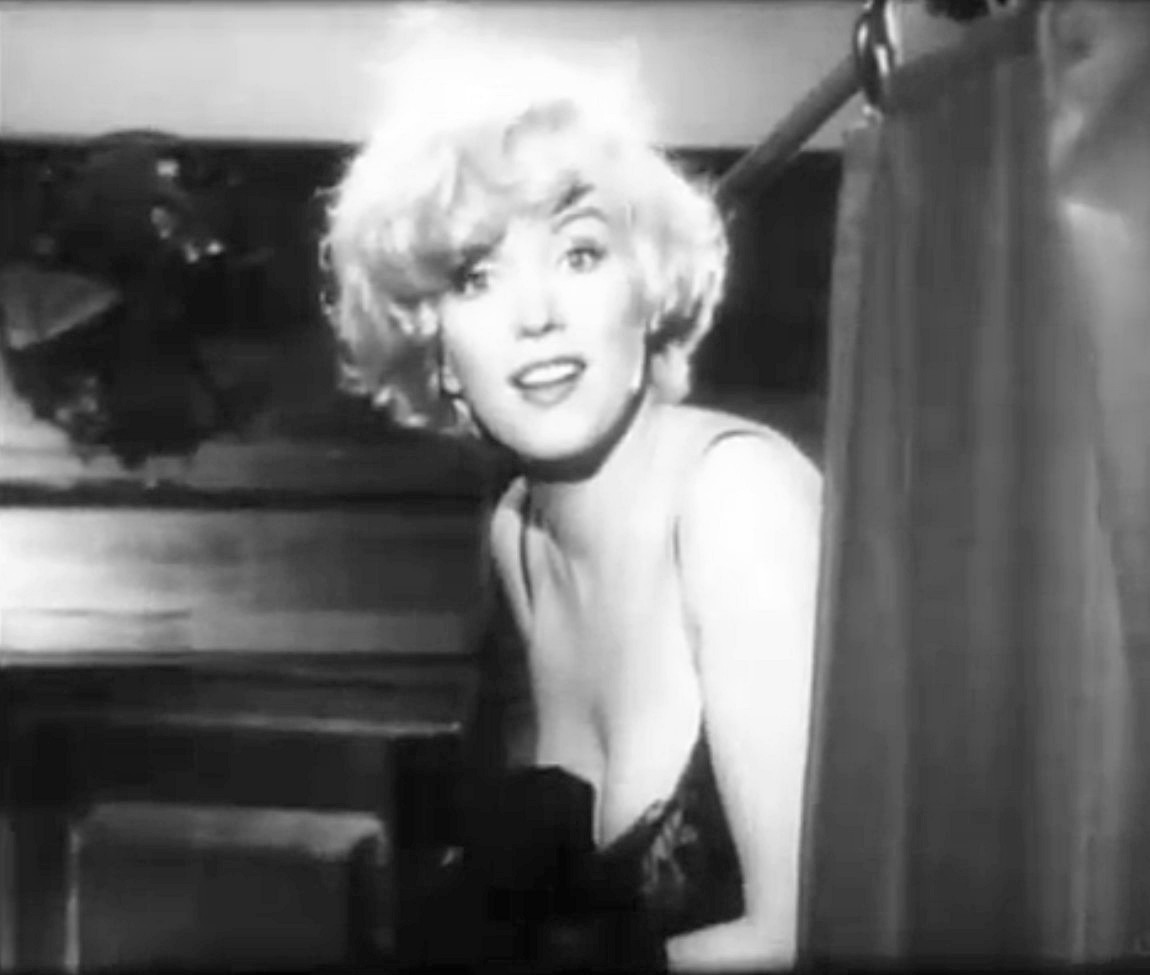
تصویر بریده شده از مرلین مونرو از تریلر فیلم Some Like It Hot

بیمبو (به انگلیسی: Bimbo) یک اصطلاح عامیانه در زبان انگلیسی است که به زنی اشاره دارد که در عین بهره بردن از زیبایی ظاهری، بهرهٔ هوشی و سطح تحصیلات پایینی دارد. همچنین این اصطلاح در توصیف زنی که در امور جنسی بی‌پرواست نیز می‌تواند به کار رود. بیمبو صریحاً معنی منفی ندارد اما می‌تواند به عنوان یک توهین زبانی به یک زن به کار رود.
استفاده از این اصطلاح در ایالات متحده آمریکا به اواخر دهه ۱۹۱۰ میلادی بازمی‌گردد. در آن ایام ابتدا برای اشاره به مردهای نخراشیده و با بهرهٔ هوشی پایین استفاده می‌شد. اولین ظهور آن در معنی‌ای مرتبط با زنان در یک واژه‌نامه به سال ۱۹۲۹ رخ داد، در آنجا معنی ارائه شده به سادگی «یک زن» بود.
در سال ۱۹۳۱ انیمیشنی با همین نام توسط کمپانی پارامونت ساخته شد.

## در فرهنگ عامه

### موسیقی
- ۱۹۴۹ - جیم ریوس ترانهٔ «بیمبو» را اجرا کرد.
- ۱۹۷۴ - گروه موسیقی بیمبو جت ترانهٔ «اِل بیمبو» را منتشر کردند.
- ۱۹۹۷ - گروه دانمارکی آکوا ترانهٔ «دختر باربی» را منتشر کردند که در آن کلیشه بلوند احمق نقد شده‌است. در ترانه سطری وجود دارد که می‌گوید «من یک دختر بیمبوی بلوند هستم».

### سیاست
در دههٔ ۱۹۹۰ میلادی و در پی رسوایی جنسی بیل کلینتون، بتسی رایت (کنشگر و مشاور سیاسی) برای اولین بار اصطلاح «Bimbo eruptions» (فوران‌های بیمبو) را برای توصیف آن رابطه استفاده‌کرد. در جریان انتخابات ریاست جمهوری سال ۲۰۱۶ آمریکا ایمیلی از کالین پاول (وزیر امور خارجهٔ آمریکا در دولت جرج دابلیو. بوش) به‌بیرون درز کرد که در آن از هیلاری کلینتون به‌عنوان «زنی که شوهرش در خانه‌شان به بیمبوها سیخ می‌زند» یاد شده‌است.